# Telmatoscopus nebraskensis
Telmatoscopus nebraskensis är en tvåvingeart som beskrevs av Quate 1955. Telmatoscopus nebraskensis ingår i släktet Telmatoscopus och familjen fjärilsmyggor. Inga underarter finns listade i Catalogue of Life.